# Fort Larned National Historic Site
Fort Larned National Historic Site è un sito che provvede alla conservazione di Fort Larned che operò dal 1859 al 1878. Si trova a circa 9 km a ovest di Larned, Kansas, negli Stati Uniti d'America.

## Storia
Il campo di Pawnee Fork venne istituito il 22 ottobre 1859 per proteggere il traffico lungo il Santa Fe Trail dagli indiani d'America ostili. Nel 1860 fu ribattezzato Camp Alert poiché la piccola guarnigione di circa 50 uomini doveva rimanere costantemente all'erta per gli indiani. Nel maggio 1860 fu spostato a monte, di 4,8 km. a 30 miglia a ovest lungo il Pawnee Fork, ed entro la fine del mese fu ribattezzato Fort Larned. Serviva allo stesso scopo di Camp Alert e come agenzia per l'amministrazione degli indiani delle pianure centrali da parte del Bureau of Indian Affairs secondo i termini del Trattato di Fort Wise del 1861. Il servizio del forte terminò come combinazione del trasferimento delle tribù nelle riserve e del completamento delle ferrovie, attraverso il Kansas, che pose fine alla necessità del Santa Fe Trail.
Larned e il forte che fu costruito lì prendono il nome in onore del colonnello Benjamin F. Larned, il capo pagatore generale dell'esercito degli Stati Uniti all'epoca della fondazione della posta. Larned conobbe una lunga carriera militare, prestando servizio per la prima volta come guardiamarina nel 21º fanteria durante la guerra del 1812. Fu promosso capitano dopo la difesa di Fort Erie e nel 1854 divenne colonnello e fu nominato generale pagatore. Nonostante la città e il forte che portano il suo nome, il colonnello Larned non si recò mai nel Kansas.
Poiché il governo statunitense rivendicava vaste quantità di terra a ovest del fiume Mississippi, il commercio con i territori crebbe in modo esponenziale. Secondo una fonte nel 1859, il commercio era aumentato di $ 10.000.000 all'anno. Nel Missouri Republican venne riferito che 2.300 uomini, 1970 carri, 840 cavalli, 4.000 muli, 15.000 buoi, 73 carrozze e oltre 1.900 tonnellate di merci avevano lasciato il Missouri per il New Mexico. Divenne evidente che era necessaria un'ulteriore fortificazione per proteggere le rotte commerciali. La posizione di Fort Larned venne scelta da William Bent, un agente degli indiani dell'Alto Arkansas. Bent dichiarò: "Ritengo essenziale avere due stazioni permanenti per le truppe, una alla foce di Pawnee Fork e una a Big Timbers, entrambe sul fiume Arkansas.... Per controllarli (gli indiani), è essenziale avere tra loro la presenza perpetua di una forza militare di controllo".
Le strutture originali del forte erano mal costruite e inadeguate. Costruito con mattoni di adobe, Fort Larned consisteva in un alloggio di un ufficiale, due magazzini combinati e caserme, un corpo di guardia, due alloggi per lavandaie e un ospedale, con una panetteria e una macelleria aggiunte successivamente. Dopo la sua istituzione, gli indiani delle pianure vicine iniziarono a rispettare il commercio sui sentieri. Nell'agosto 1861, il colonnello Leavenworth, riportando da Fort Larned, dichiarò che gli indiani avevano lasciato l'area del sentiero di Santa Fe e non c'era alcun timore di ostilità.
Quando scoppiò la guerra civile nel 1861, Fort Larned fu testimone della sua prima azione e ostilità da parte degli indiani. I soldati dell'esercito regolare furono rimossi dal posto per unirsi al crescente conflitto nell'est, lasciando il forte presidiato da truppe volontarie del Kansas, del Colorado e del Wisconsin. Le incursioni e le molestie ai viaggiatori da parte degli indiani delle pianure aumentarono durante gli anni della guerra civile. Il 17 luglio 1864, gli indiani Kiowa fecero irruzione a Fort Larned e rubarono 172 cavalli e muli dal recinto. I predoni furono inseguiti ma mai catturati. Nel 1865 fu istituito un sistema di scorta di vagoni ferroviari e a tutti i mercanti fu vietato viaggiare verso ovest oltre Fort Larned senza una scorta armata.
Sebbene il forte non fosse mai stato direttamente coinvolto in alcun impegno della guerra civile, un incidente portò quasi i combattimenti a Larned. Nel maggio 1862, il generale confederato Albert Pike organizzò un'alleanza con alcuni indiani Kiowa e Seminole con l'intenzione di catturare i forti Larned e Wise. Il piano non fu mai eseguito, poiché gli indiani partirono per la loro caccia annuale quando il tempo migliorò.
Fort Larned fu il luogo di un incontro tra il generale Winfield Scott Hancock e diversi capi Cheyenne il 12 aprile 1867, quando Hancock intendeva impressionare i capi Dog Soldier con il suo potere militare. Dopo l'incontro, Hancock, insieme a George Armstrong Custer e al 7º Cavalleria degli Stati Uniti si recò a ovest di Fort Larned verso un campo combinato di Cheyenne e Lakota, incitando gli abitanti del villaggio a fuggire. Hancock ordinò che il villaggio fosse bruciato, dando inizio a un'estate di guerra nota come Guerra di Hancock. Fort Larned contribuì a porre fine alla guerra di Hancock fornendo il Trattato di Medicine Lodge. Durante l'inverno 1868-1869, il maggiore generale statunitense Philip H. Sheridan lanciò una campagna contro gli indiani Cheyenne, Kiowa e Comanche nella regione delle Grandi Pianure. Gli uomini di Sheridan attaccarono chiunque resistesse, prendendo i loro rifornimenti e bestiame e spingendo gli indiani rimasti nelle loro riserve. Entro la fine della campagna invernale, Sheridan aveva costretto la maggior parte degli indiani nell'area di Fort Larned a rientrare nelle riserve.
I lavori di ristrutturazione di Fort Larned ebbero luogo tra il 1866 e il 1868. Le strutture originali di zolle e mattoni di adobe furono rimosse e sostituite con gli edifici in arenaria che compongono oggi il forte. Nel 1871 non era richiesta alcuna scorta per i vagoni che viaggiavano sul Santa Fe Trail, eliminando la necessità della presenza militare nella regione. Il posto fu abbandonato il 13 luglio 1878 e il 26 marzo 1883 la riserva militare di Fort Larned fu trasferita dal Dipartimento della Guerra all'Ufficio Generale del Territorio del Dipartimento degli Interni.
Dal 1885 al 1966 gli edifici hanno ospitato la sede di un ranch, con i proprietari che vivevano nella casa del comandante e gli operai in quelli che erano stati gli alloggi degli ufficiali. Nel 1957 è stata fondata la Fort Larned Historical Society per sviluppare e aprire il sito come attrazione turistica. Il forte è stato designato come monumento nazionale nel 1961 e nel 1964 è stato incorporato come unità del sistema del parco nazionale.

## Sito storico

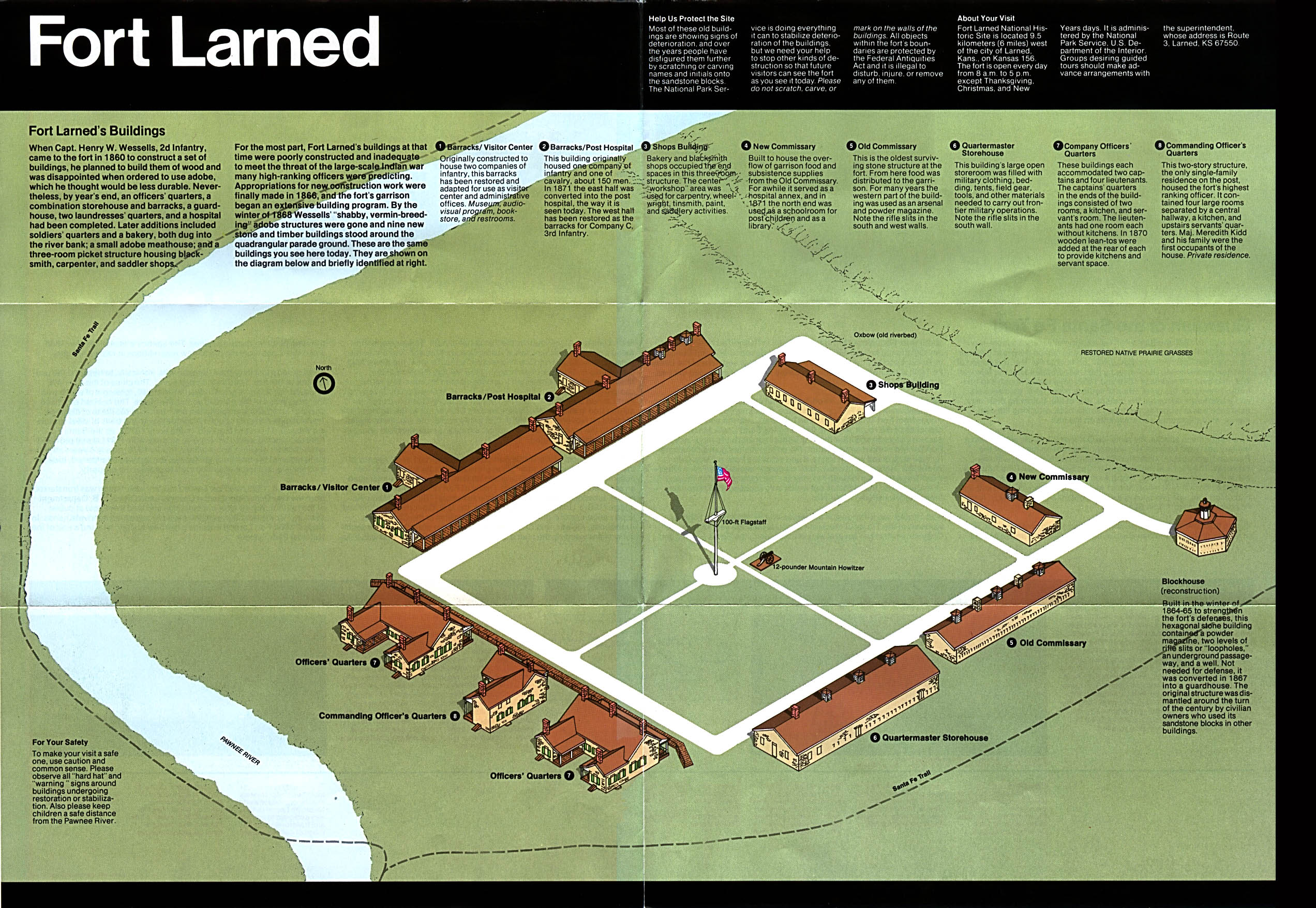
Schema del sito storico nazionale di Fort Larned

Caserma - La caserma ospitava la fanteria e la cavalleria sul lato nord del Forte, fino a quattro compagnie. In media erano di stanza solo 100 o 150 soldati. Nel 1868 ci fu un picco tra 400 e 500.
Negozi - Le riparazioni venivano eseguite da artigiani civili qualificati. Fabbri e falegnami venivano assunti con salari elevati. Nel 1867, un fabbro guadagnava 85 dollari al mese, sellai e carrai 90 dollari. I soldati che avevano abilità potevano assumere incarichi extra lavorando come operai, fabbri e meccanici. La panetteria era all'estremità nord e preparava il pane che veniva lasciato "asciugare" su graticci per almeno due giorni prima di essere servito.
Magazzini - Un ruolo importante per un forte di frontiera era quello di immagazzinare i rifornimenti che mantenevano in funzione l'esercito, inclusi cibo, munizioni e vestiario. I primi edifici in arenaria vennero completati dopo il forte. I primi due, il Vecchio Commissariato e il Quartiermastro avevano feritoie dalle quali il forte poteva essere difeso con il fuoco dei fucili in caso di attacco.
Alloggi degli ufficiali - Gli alloggi degli ufficiali della compagnia vennero progettati per ospitare gli ufficiali di quattro compagnie. Gli ufficiali di una tipica compagnia includevano due tenenti e un capitano. Gli ufficiali erano divisi in due sale, ciascuna di quattro stanze; un tenente era ospitato in una stanza mentre i capitani potevano rivendicarne due. Sul retro di ciascuna metà dell'edificio c'erano una cucina e gli alloggi della servitù.
Fortino - La prima struttura in arenaria ad essere completata fu il fortino. Prevedeva la difesa. Era costruito su due piani, ciascuno con feritoie per difendersi dagli attaccanti. Comprendeva un pozzo sotterraneo. Quando la minaccia di attacco diminuì, il fortino venne convertito nella prigione di posta. Il tunnel del pozzo venne parzialmente riempito e utilizzato per l'isolamento. Anche le feritoie per i fucili vennero murate. Il fortino è l'unico edificio in arenaria che è stato completamente ricostruito, posizionato sulle sue fondamenta originali.

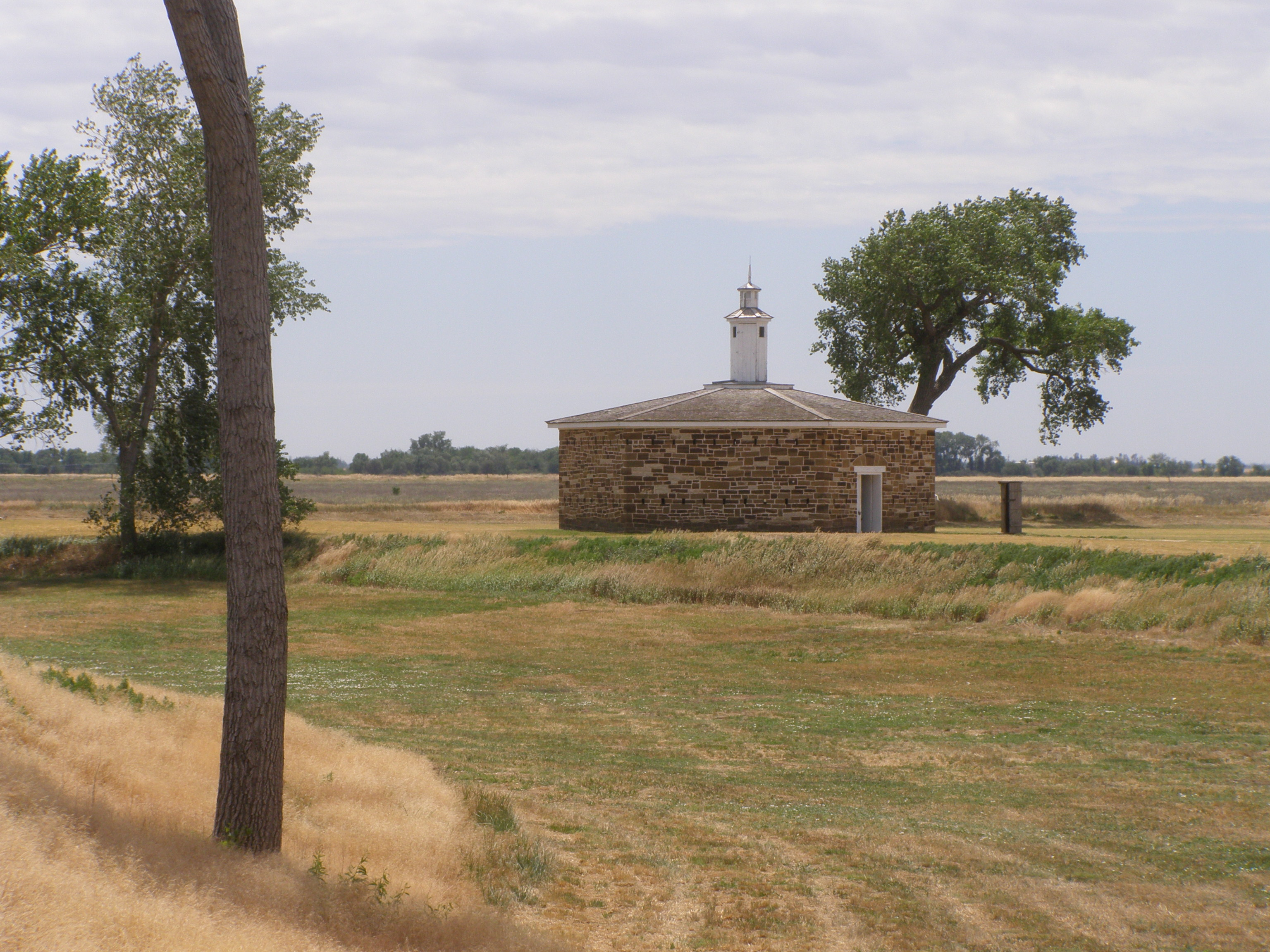
Fortino/Rivista/Carcere
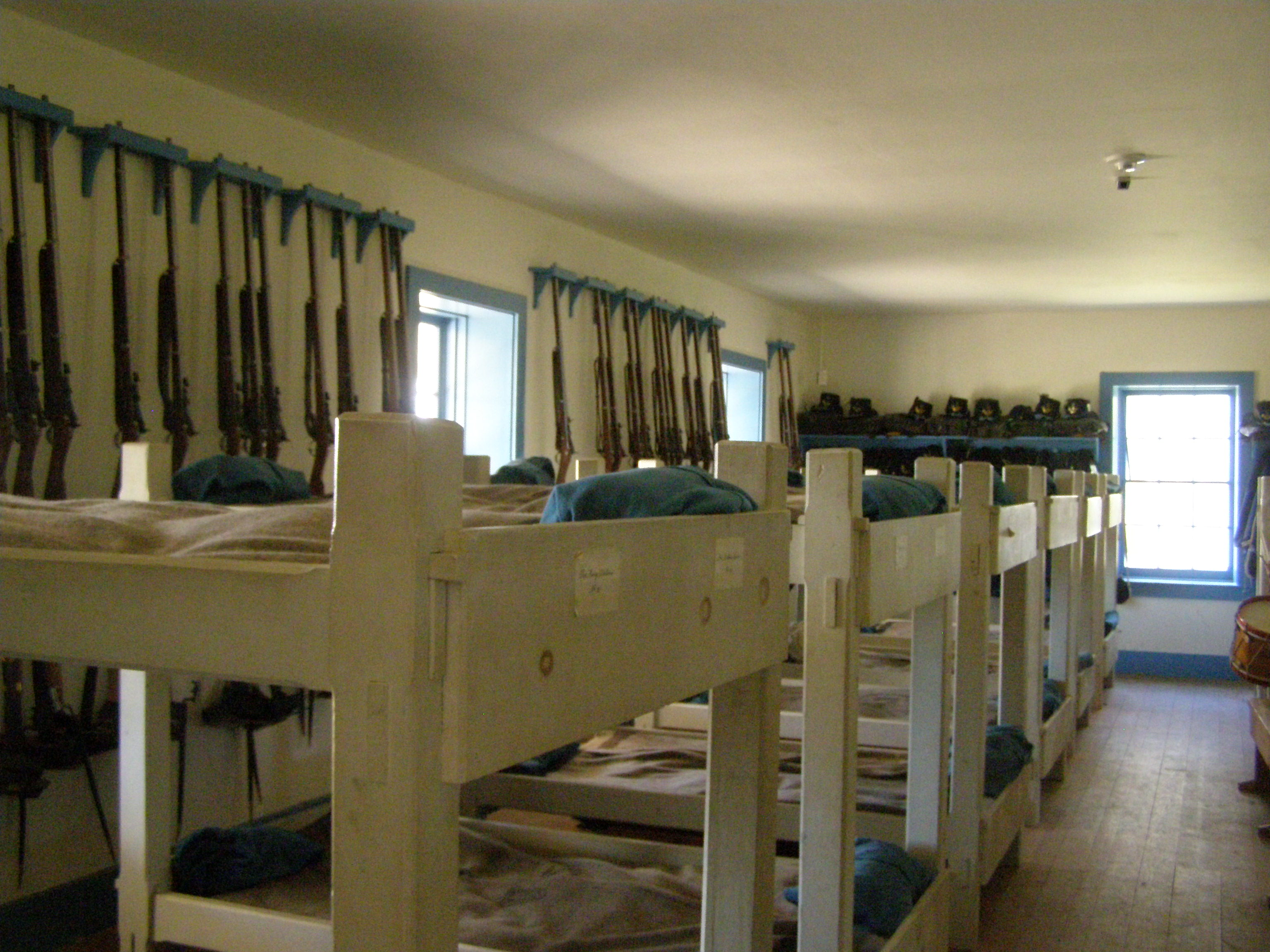
Camera a castello in caserma
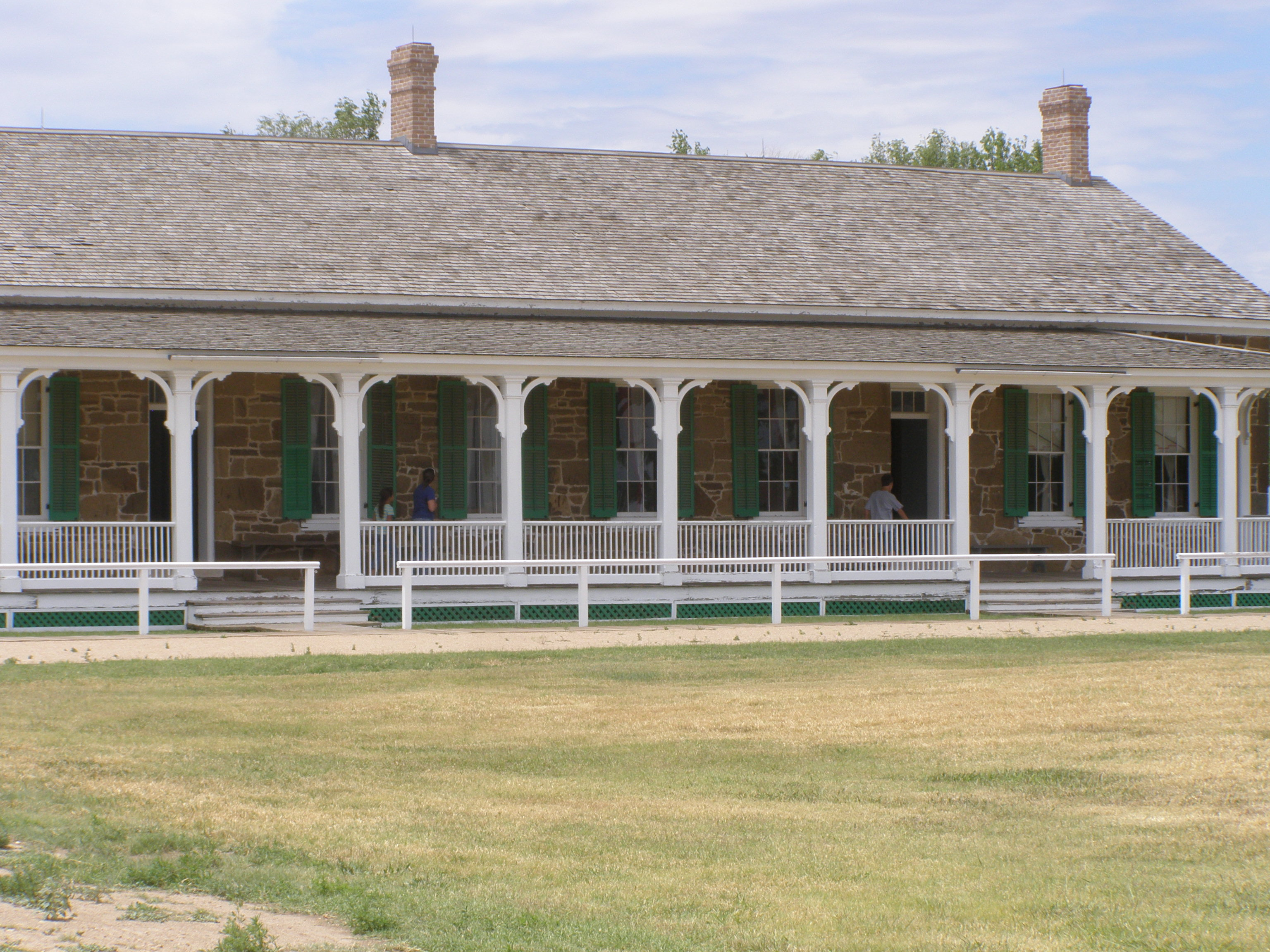
Alloggiamento del giovane ufficiale
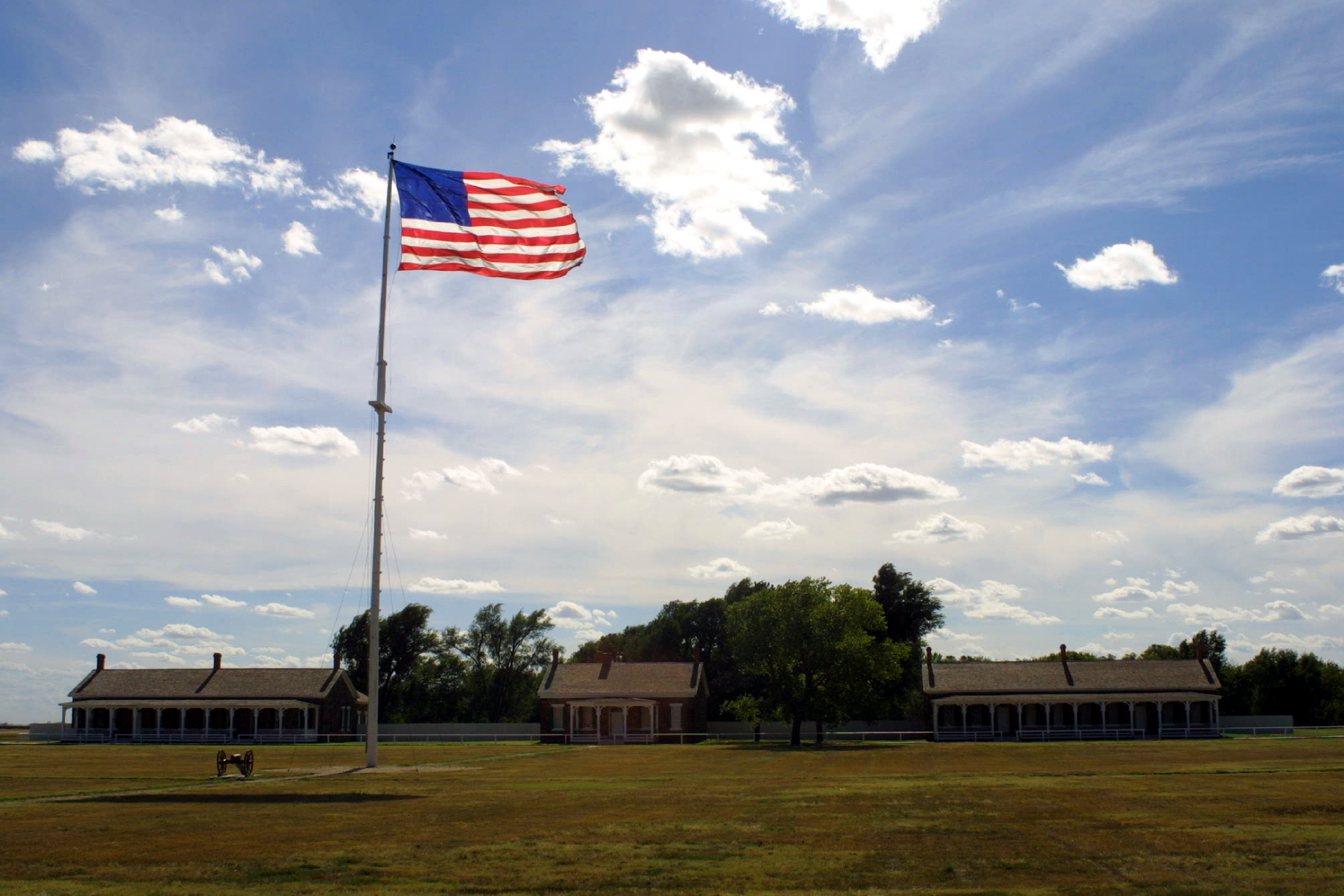
Terreni di parata
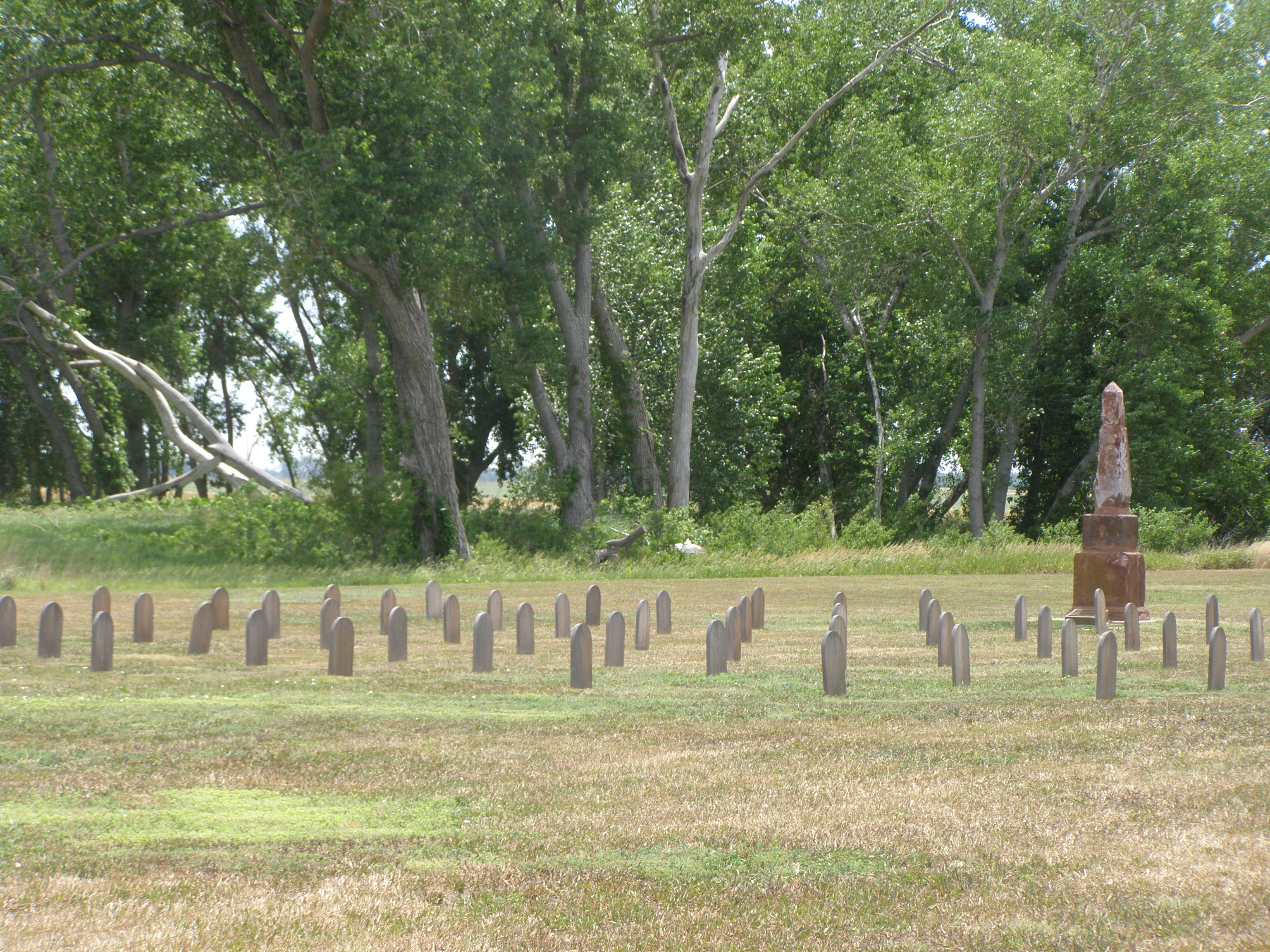
Cimitero di Fort Larned
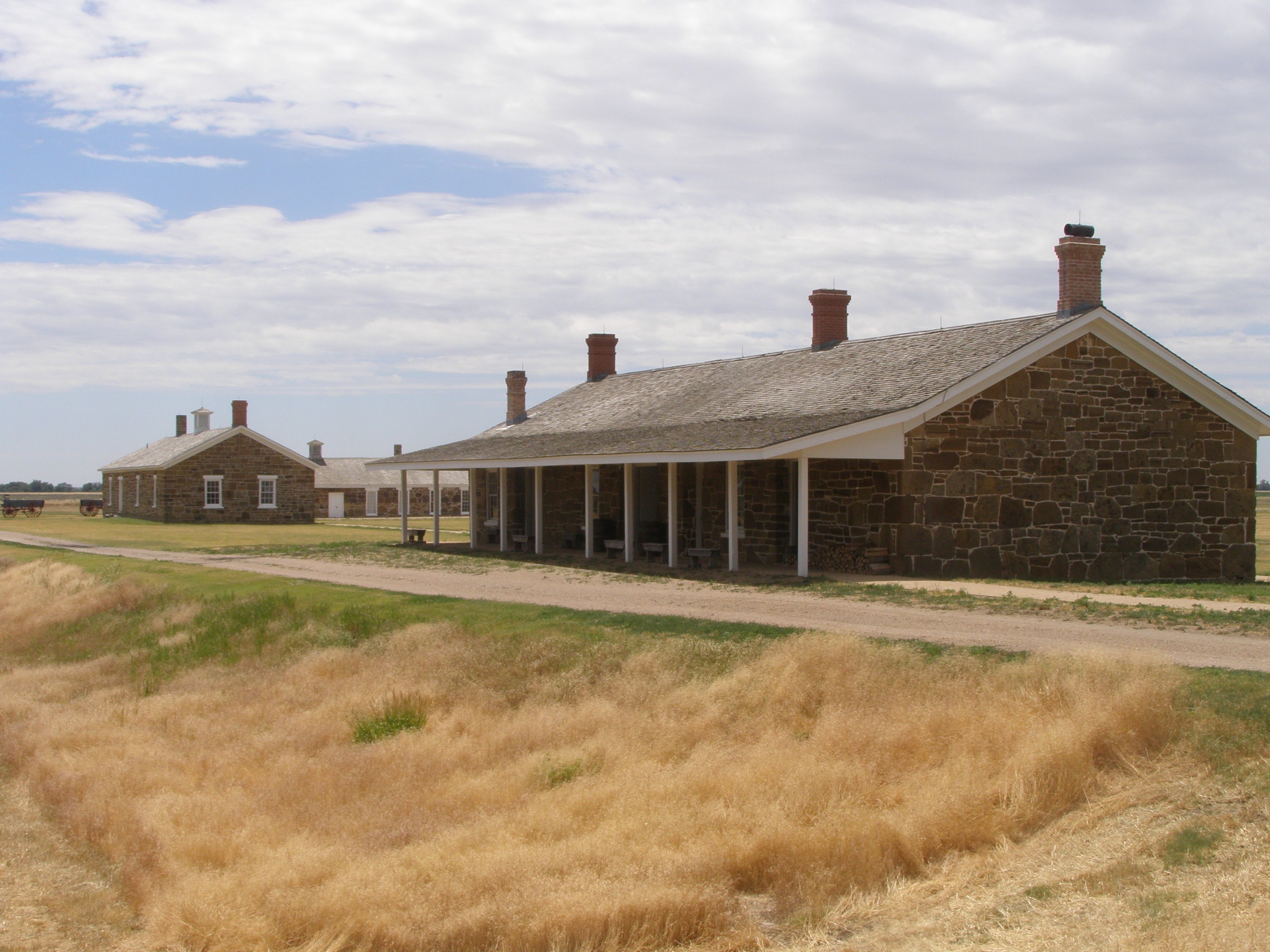
Magazzino
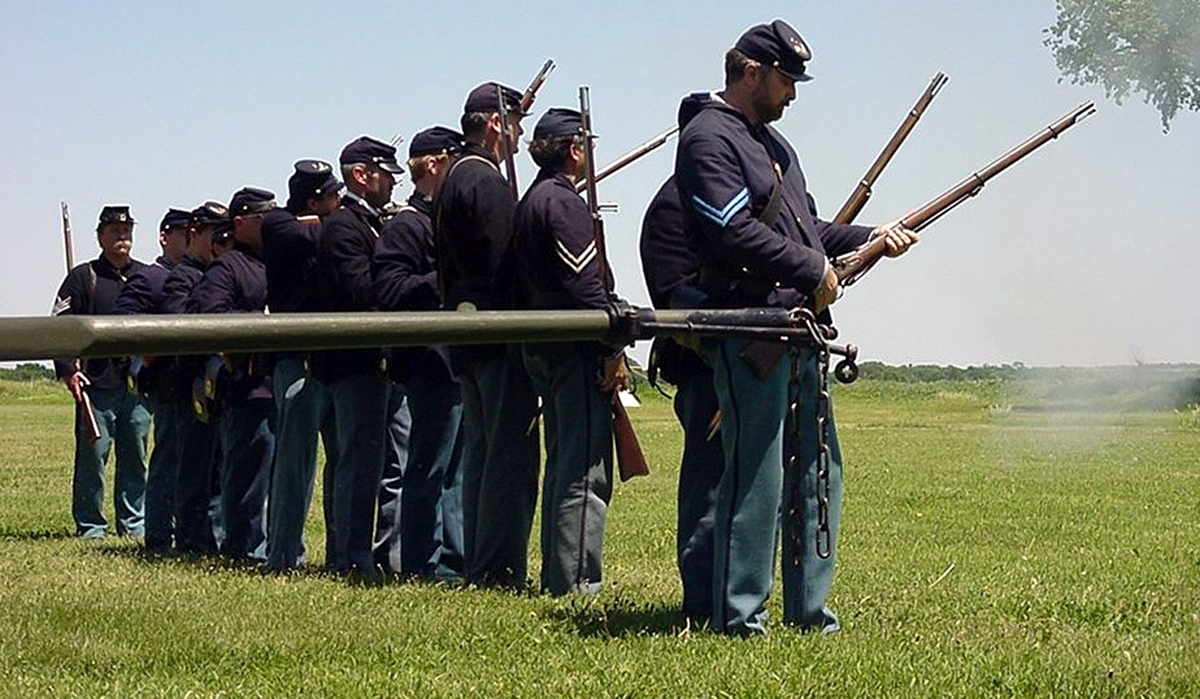
Programma di Storia vivente
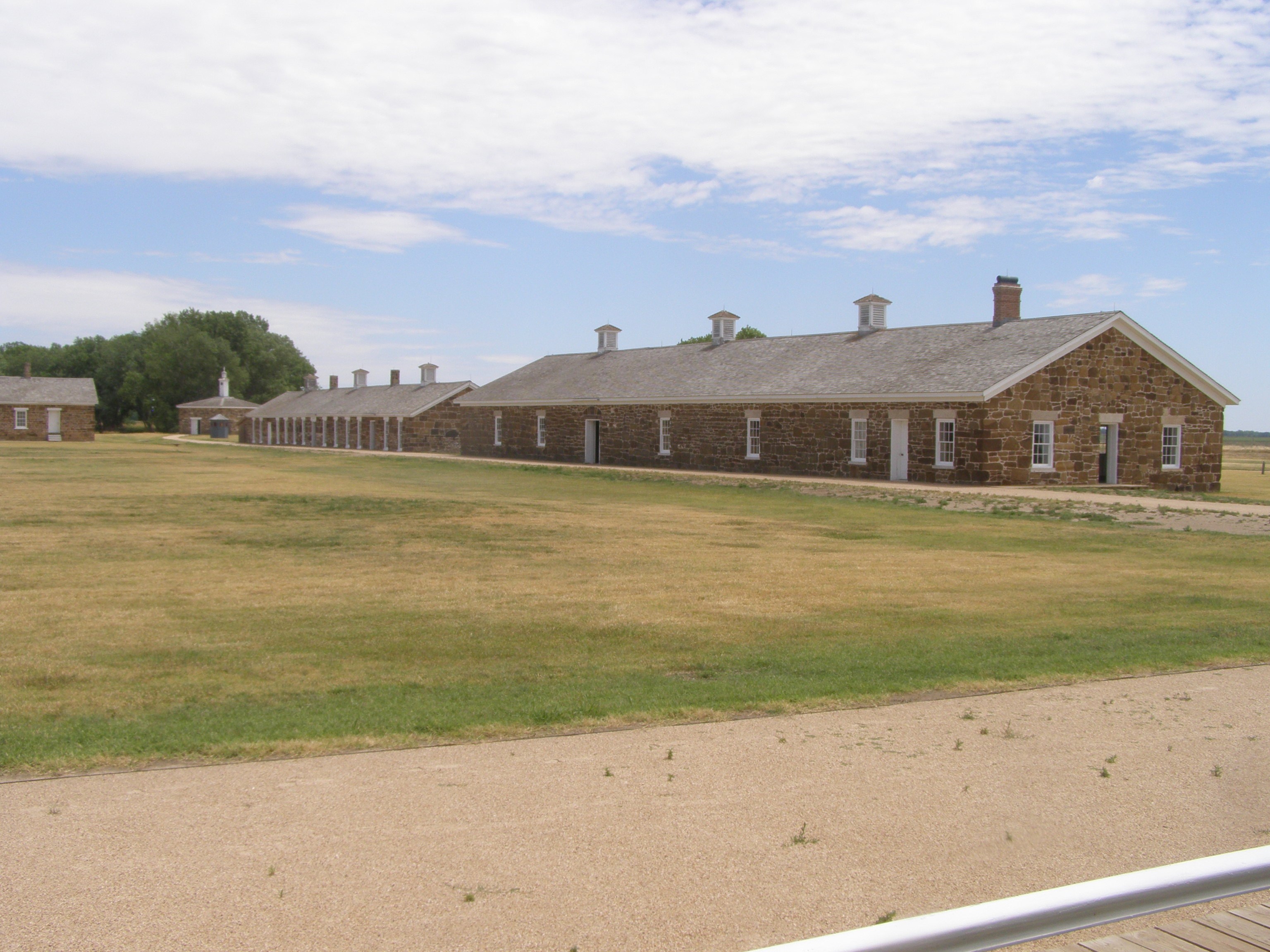
Commissario

Con nove edifici storici, il forte sopravvive come uno degli esempi meglio conservati del periodo delle guerre indiane. La maggior parte degli edifici, comprese le caserme, il commissariato e gli alloggi degli ufficiali, sono arredati nel loro aspetto originale. Il sito storico nazionale di Fort Larned è aperto tutti i giorni, tutto l'anno e l'ingresso è gratuito. Il parco offre numerosi eventi speciali durante tutto l'anno, dimostrazioni di storia vivente e visite guidate dai ranger.

## Unità di stanza a Fort Larned
Le seguenti unità furono di stanza a Fort Larned durante i suoi 19 anni di attività:
- 1º cavalleria degli Stati Uniti - 1859
- 2º fanteria degli Stati Uniti - 1859–63
- 2° US Dragoni - 1860–1861
- 2º reggimento di cavalleria volontaria del Kansas - 1862
- 9º reggimento di cavalleria volontaria del Kansas - 1862–64
- 2º cavalleria volontaria del Colorado - 1862–65
- 9ª batteria, artiglieria leggera del Wisconsin - 1862–65
- 1º cavalleria volontaria del Colorado - 1862–64
- 12º reggimento di fanteria volontaria del Kansas - 1863
- Batteria volontaria indipendente del Colorado di McLain - 1864
- 15º reggimento di cavalleria volontaria del Kansas - 1864–65
- 3º cavalleria volontaria del Wisconsin - 1864
- 11º reggimento di cavalleria volontaria del Kansas - 1864–65
- 2º fanteria volontaria degli Stati Uniti - 1865
- 48º reggimento di fanteria volontaria del Wisconsin - 1865
- 17º reggimento di cavalleria volontaria dell'Illinois - 1865
- 2º cavalleria degli Stati Uniti - 1865–66
- 13º fanteria degli Stati Uniti - 1865
- 3º fanteria statunitense - 1866–72
- 37º fanteria degli Stati Uniti - 1867
- 10º cavalleria degli Stati Uniti - 1867–69
- 6º fanteria degli Stati Uniti - 1871–72
- 5º fanteria degli Stati Uniti - 1872–74
- 19º fanteria degli Stati Uniti - 1874–78

IL 10º cavalleria degli Stati Uniti, di stanza a Fort Larned dal 1867 al 1869, fu una delle prime due unità di cavalleria completamente nera utilizzate nel paese, insieme al 9º cavalleria. Insieme, le unità si guadagnarono il soprannome di "Buffalo Soldier" per la loro robustezza in combattimento. Affrontarono il razzismo nelle forze armate statunitensi segregate e il 2 gennaio 1869 le scuderie del 10º cavalleria a Fort Larned furono rase al suolo, forse a causa di un incendio doloso di matrice razzista. L'incendio uccise dozzine di cavalli, distrusse attrezzature e fece riassegnare l'unità a Fort Zarah. Nel 1999 sono state condotti, presso il forte, rilievi di gradiometria magnetica e conducibilità elettromagnetica per tentare di determinare l'ubicazione delle scuderie, che sono andate perdute. Le indagini hanno individuato diverse aree di anomalia coerenti con l'ubicazione degli edifici, nonché evidenze di perturbazioni nel terreno avvenute dopo che gli edifici non erano più adibiti a forte.